# Лаврук Святослав Васильович
Святослав Васильович Лаврук (нар. 15 червня 1996, с. Пістинь, Косівський район, Івано-Франківська область, Україна) — український футболіст, захисник «Прикарпаття». Кандидат у майстри спорту України з футболу.

## Життєпис
Народився в селі Пістинь Косівського району Івано-Франківської області. Вихованець молодіжної академії донецького «Шахтаря», у футболці якого виступав у ДЮФЛУ. У сезоні 2012/13 років разом з «гірниками» став чемпіоном Вищої ліги ДЮФЛУ. З 2012 року виступав й на дорослому рівні, проте в аматорських змаганнях. До 2013 року грав за ФК «Гуцульщина» (Косів), у футболці якого провів 12 матчів та відзначився 6-а голами. У 2014 році перейшов до івано-франківської «Ніки». У команді виступав два роки, зіграв 45 матчів та відзначився 2-а голами.
У 2016 році виїхав до Польщі, де грав за нижчолігові клуби «Розточне» (Щебжешин), «Лада» (Білосток) та «Гетьман» (Замостя).
На початку липня 2018 року підписав 1-річний контракт з «Прикарпаттям». Дебютував за івано-франківський клуб 15 вересня 2018 року в програному (0:2) виїзному поєдинку 9-о туру Першої ліги проти харківського «Металіста 1925». Святослав вийшов на 71-й хвилині, замінивши Володимира Боришкевича.